# Tour de Catalogne 1981
Le Tour de Catalogne 1981 est la 61e édition du Tour de Catalogne, une course cycliste par étapes en Espagne. L’épreuve se déroule sur 7 étapes du 3 au 10 septembre 1981 sur un total de 1 254,5 km. Le vainqueur final est l'Espagnol Faustino Rupérez de l’équipe Zor-Helios-Novostil, devant Serge Demierre et Marino Lejarreta.

## Étapes
| Étape | Date         | Parcours                                              | km    | Vainqueur d’étape   | Leader du classement général |
| ----- | ------------ | ----------------------------------------------------- | ----- | ------------------- | ---------------------------- |
| P     | 3 septembre  | Platja d'Aro – Platja d'Aro (clm)                     | 3,8   | Daniel Gisiger      | Daniel Gisiger               |
| 1     | 4 septembre  | Platja d'Aro – L'Estartit                             | 190,0 | Johan van der Velde | Daniel Gisiger               |
| 2a    | 5 septembre  | Torroella de Montgrí – Sant Joan Despí                | 168,0 | Johan van der Velde | Daniel Gisiger               |
| 2b    | 5 septembre  | Barcelone – Barcelone                                 | 30,0  | Aad van den Hoek    | Daniel Gisiger               |
| 3     | 6 septembre  | Barcelone - Arbúcies                                  | 155,5 | Vicente Belda       | Pedro Muñoz                  |
| 4     | 7 septembre  | Manlleu - Lacs de Tristaina (AND)                     | 180,5 | Johan van der Velde | Pedro Muñoz                  |
| 5     | 8 septembre  | Coll de Nargó - Lleida                                | 179,5 | Serge Demierre      | Faustino Rupérez             |
| 6     | 9 septembre  | Lleida – Salou                                        | 184,3 | Guy Janiszewski     | Faustino Rupérez             |
| 7a    | 10 septembre | Vilafranca del Penedès – Vilafranca del Penedès (clm) | 36,9  | Serge Demierre      | Faustino Rupérez             |
| 7b    | 10 septembre | Vilafranca del Penedès – Manresa                      | 126,0 | Ludo Peeters        | Faustino Rupérez             |

### Prologue[1]
03-09-1981: Platja d'Aro – Platja d'Aro, 3,8 km (clm) :
|   | Cycliste          | Équipe      | Temps      |
| - | ----------------- | ----------- | ---------- |
| 1 | Daniel Gisiger    | Cilo-Aufina | 5 min 17 s |
| 2 | Stefan Mutter     | Cilo-Aufina | + 6 s      |
| 3 | Alberto Fernández | Teka        | + 6 s      |

|   | Cycliste          | Équipe      | Temps      |
| - | ----------------- | ----------- | ---------- |
| 1 | Daniel Gisiger    | Cilo-Aufina | 5 min 17 s |
| 2 | Stefan Mutter     | Cilo-Aufina | + 6 s      |
| 3 | Alberto Fernández | Teka        | + 6 s      |

### 1reétape[2]
04-09-1981: Platja d'Aro – L'Estartit, 190,0 km :
|   | Cycliste            | Équipe              | Temps           |
| - | ------------------- | ------------------- | --------------- |
| 1 | Johan van der Velde | TI-Raleigh-Creda    | 5 h 21 min 52 s |
| 2 | Serge Demierre      | Cilo-Aufina         | m.t.            |
| 3 | Miguel María Lasa   | Zor-Helios-Novostil | m.t.            |

|   | Cycliste         | Équipe              | Temps           |
| - | ---------------- | ------------------- | --------------- |
| 1 | Daniel Gisiger   | Cilo-Aufina         | 5 h 27 min 09 s |
| 2 | Pedro Muñoz      | Zor-Helios-Novostil | + 7 s           |
| 3 | Marino Lejarreta | Teka                | + 9 s           |

### 2eétape A[3]
05-09-1981: Torroella de Montgrí – Sant Joan Despí, 168,0 km :
| Resultat de la 2e étape A \| \| Cycliste \| Équipe \| Temps \| \| - \| ------------------- \| ---------------- \| --------------- \| \| 1 \| Johan van der Velde \| TI-Raleigh-Creda \| 4 h 40 min 37 s \| \| 2 \| Jesús Suárez Cueva \| Kelme \| m.t. \| \| 3 \| Noël Dejonckheere \| Teka \| m.t. \| |                     |                  |                 |
| | Cycliste            | Équipe           | Temps           |
| 1 | Johan van der Velde | TI-Raleigh-Creda | 4 h 40 min 37 s |
| 2 | Jesús Suárez Cueva  | Kelme            | m.t.            |
| 3 | Noël Dejonckheere   | Teka             | m.t.            |

### 2eétape B[3]
05-09-1981: Barcelone - Barcelone, 30,0 km :
|   | Cycliste         | Équipe           | Temps       |
| - | ---------------- | ---------------- | ----------- |
| 1 | Aad van den Hoek | TI-Raleigh-Creda | 44 min 24 s |
| 2 | José Luis Laguía | Reynolds         | + 5 s       |
| 3 | Jaume Vilamajó   | Kelme            | m.t.        |

|   | Cycliste         | Équipe              | Temps            |
| - | ---------------- | ------------------- | ---------------- |
| 1 | Daniel Gisiger   | Cilo-Aufina         | 10 h 52 min 27 s |
| 2 | José Luis Laguía | Reynolds            | + 6 s            |
| 3 | Pedro Muñoz      | Zor-Helios-Novostil | + 7 s            |

### 3eétape[4]
06-09-1981: Barcelone - Arbúcies, 155,5 km :
|   | Cycliste            | Équipe           | Temps           |
| - | ------------------- | ---------------- | --------------- |
| 1 | Vicente Belda       | Kelme            | 4 h 17 min 10 s |
| 2 | Johan van der Velde | TI-Raleigh-Creda | + 56 s          |
| 3 | Jesús Suárez Cueva  | Kelme            | m.t.            |

|   | Cycliste            | Équipe              | Temps            |
| - | ------------------- | ------------------- | ---------------- |
| 1 | Pedro Muñoz         | Zor-Helios-Novostil | 15 h 10 min 40 s |
| 2 | Marino Lejarreta    | Teka                | + 2 s            |
| 3 | Johan van der Velde | TI-Raleigh-Creda    | + 7 s            |

### 4eétape[5]
07-09-1981: Manlleu - Lacs de Tristaina (AND), 180,5 km :
|   | Cycliste            | Équipe              | Temps           |
| - | ------------------- | ------------------- | --------------- |
| 1 | Johan van der Velde | TI-Raleigh-Creda    | 5 h 59 min 44 s |
| 2 | Pedro Muñoz         | Zor-Helios-Novostil | m.t.            |
| 3 | Marino Lejarreta    | Teka                | + 18 s          |

|   | Cycliste            | Équipe              | Temps            |
| - | ------------------- | ------------------- | ---------------- |
| 1 | Pedro Muñoz         | Zor-Helios-Novostil | 21 h 10 min 24 s |
| 2 | Johan van der Velde | TI-Raleigh-Creda    | + 7 s            |
| 3 | Marino Lejarreta    | Teka                | + 20 s           |

### 5eétape[5]
08-09-1981: Coll de Nargó - Lleida, 179,5 km :
|   | Cycliste         | Équipe              | Temps           |
| - | ---------------- | ------------------- | --------------- |
| 1 | Serge Demierre   | Cilo-Aufina         | 4 h 38 min 16 s |
| 2 | Faustino Rupérez | Zor-Helios-Novostil | + 1 s           |
| 3 | Marc Sergeant    | Boule d'Or-Colnago  | + 16 min 04 s   |

|   | Cycliste         | Équipe              | Temps            |
| - | ---------------- | ------------------- | ---------------- |
| 1 | Faustino Rupérez | Zor-Helios-Novostil | 25 h 52 min 17 s |
| 2 | Serge Demierre   | Cilo-Aufina         | + 6 min 21 s     |
| 3 | Pedro Muñoz      | Zor-Helios-Novostil | + 13 min 33 s    |

### 6eétape[6]
09-09-1981: Lleida – Salou, 184,3 km :
|   | Cycliste            | Équipe             | Temps           |
| - | ------------------- | ------------------ | --------------- |
| 1 | Guy Janiszewski     | Boule d'Or-Colnago | 4 h 38 min 42 s |
| 2 | Ricardo Zúñiga      | Reynolds           | m.t.            |
| 3 | Johan van der Velde | TI-Raleigh-Creda   | + 8 min 33 s    |

|   | Cycliste         | Équipe              | Temps            |
| - | ---------------- | ------------------- | ---------------- |
| 1 | Faustino Rupérez | Zor-Helios-Novostil | 30 h 39 min 20 s |
| 2 | Serge Demierre   | Cilo-Aufina         | + 6 min 21 s     |
| 3 | Pedro Muñoz      | Zor-Helios-Novostil | + 13 min 33 s    |

### 7eétape A[7]
10-09-1981: Vilafranca del Penedès – Vilafranca del Penedès, 36,9 km (clm) :
| Resultat de la 7e étape A \| \| Cycliste \| Équipe \| Temps \| \| - \| ----------------- \| ----------- \| ------------ \| \| 1 \| Serge Demierre \| Cilo-Aufina \| 51 min 02 s \| \| 2 \| Marino Lejarreta \| Teka \| + 1 min 08 s \| \| 3 \| Alberto Fernández \| Teka \| + 1 min 24 s \| |                   |             |              |
| | Cycliste          | Équipe      | Temps        |
| 1 | Serge Demierre    | Cilo-Aufina | 51 min 02 s  |
| 2 | Marino Lejarreta  | Teka        | + 1 min 08 s |
| 3 | Alberto Fernández | Teka        | + 1 min 24 s |

### 7eétape B[7]
10-09-1981: Vilafranca del Penedès – Manresa, 126,0 km :
|   | Cycliste       | Équipe           | Temps           |
| - | -------------- | ---------------- | --------------- |
| 1 | Ludo Peeters   | TI-Raleigh-Creda | 3 h 23 min 00 s |
| 2 | Josef Wehrli   | Cilo-Aufina      | m.t.            |
| 3 | Eulalio García | Teka             | m.t.            |

|   | Cycliste         | Équipe              | Temps            |
| - | ---------------- | ------------------- | ---------------- |
| 1 | Faustino Rupérez | Zor-Helios-Novostil | 34 h 56 min 11 s |
| 2 | Serge Demierre   | Cilo-Aufina         | + 3 min 32 s     |
| 3 | Marino Lejarreta | Teka                | + 12 min 22 s    |

## Classement général
|    | Cycliste            | Équipe              | Temps            |
| -- | ------------------- | ------------------- | ---------------- |
| 1  | Faustino Rupérez    | Zor-Helios-Novostil | 34 h 56 min 11 s |
| 2  | Serge Demierre      | Cilo-Aufina         | + 3 min 32 s     |
| 3  | Marino Lejarreta    | Teka                | + 12 min 22 s    |
| 4  | Johan van der Velde | TI-Raleigh-Creda    | + 12 min 43 s    |
| 5  | Vicente Belda       | Kelme               | + 15 min 56 s    |
| 6  | Alberto Fernández   | Teka                | + 16 min 58 s    |
| 7  | Erwin Lienhard      | Cilo-Aufina         | + 18 min 37 s    |
| 8  | Ismael Lejarreta    | Teka                | + 18 min 39 s    |
| 9  | Jesús Suárez Cueva  | Kelme               | + 20 min 52 s    |
| 10 | Ricardo Zúñiga      | Reynolds            | + 21 min 24 s    |

## Classements annexes
|   | Cycliste         | Équipe              | Points |
| - | ---------------- | ------------------- | ------ |
| 1 | Marino Lejarreta | Teka                | 65     |
| 2 | Vicente Belda    | Kelme               | 49     |
| 3 | Ángel Arroyo     | Zor-Helios-Novostil | 35     |

|   | Cycliste       | Équipe      | Points |
| - | -------------- | ----------- | ------ |
| 1 | Vicente Belda  | Kelme       | 20     |
| 2 | Juan Fernández | Kelme       | 12     |
| 3 | Serge Demierre | Cilo-Aufina | 8      |

|   | Cycliste            | Équipe           | Points |
| - | ------------------- | ---------------- | ------ |
| 1 | Johan van der Velde | TI-Raleigh-Creda | 63     |
| 2 | Serge Demierre      | Cilo-Aufina      | 41     |
| 3 | Marino Lejarreta    | Teka             | 36     |

|   | Équipe              | Pays    | Temps             |
| - | ------------------- | ------- | ----------------- |
| 1 | Zor-Helios-Novostil | Espagne | 105 h 27 min 12 s |
| 2 | Cilo-Aufina         | Suisse  | + 4 min 23 s      |
| 3 | Teka                | Espagne | + 6 min 48 s      |